# 미스 줄리 (2014년 영화)
《미스 줄리》(Miss Julie)는 2014년에 공개된 노르웨이, 영국의 드라마 영화이다. 아우구스트 스트린드베리의 동명의 희곡을 바탕으로 제작되었다.

## 배역
- 제시카 채스테인 - 미스 줄리 역
- 콜린 패럴 - 존 역
- 서맨서 모튼 - 캐슬린 역
- 노라 맥메너미 - 미스 줄리 아역